# 하야카와 치에
하야카와 치에(일본어: 早川 千絵 はやかわ ちえ[*], 1976년 8월 20일 ~ )는 일본의 영화 감독, 영화 각본가이다.

## 작품 목록
- 나이아가라 (2014, 단편)
- 플랜 75 (2022)
- 르누아르 (2025)